# 穆罕默德五世陵墓

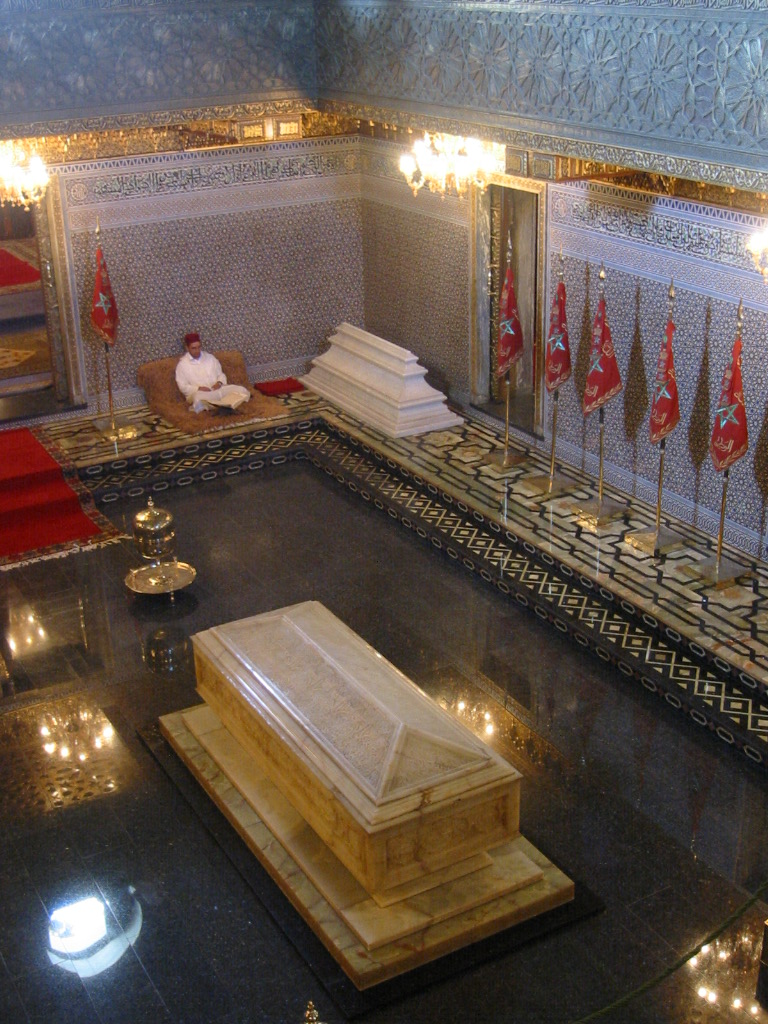
陵寝內部

穆罕默德五世陵墓（阿拉伯語：ضريح محمد الخامس）是位於摩洛哥首都拉巴特的陵墓，安葬有已故摩洛哥國王穆罕默德五世和他的兩個兒子，國王哈桑二世和阿卜杜拉王子。

## 历史
陵墓建築群由越南建築師Cong Vo Toan設計，採用傳統形式設計和現代建築材料。穆罕默德五世逝世於1961年，陵墓的建設於1962年開始，1971年竣工，同年穆罕默德五世的遺體改下葬於該處。其子阿卜杜拉逝世後於1983年被安葬於此。哈桑二世於1999年被安葬於此。
陵墓为白色大理石砌筑的四方形建筑，並有绿色的金字塔形屋顶，陵內的穹頂用紅木和雪松雕成，檐壁繪有阿拉伯文書法，並貼有彩色的瓷片，被认为是阿拉维王朝现代最杰出的建筑之一。